# Utan personligt ansvar (roman)
Utan personligt ansvar är en roman av Lena Andersson, utgiven på Natur & Kultur 2014. Boken handlar om Ester Nilssons kärleksrelation med skådespelaren Olof Sten. Romanen är en fristående fortsättning på Egenmäktigt förfarande från 2013.